# Андрей Вознесенски
Андрей Андреевич Вознесенски (на руски: Андре́ѝ Андре́евич Вознесе́нский) е руски поет, един от най-изявените автори от поколението, придобило популярност след смъртта на Йосиф Сталин.

## Биография
Андрей Вознесенски е роден през 1933 г. в Москва. Първоначално се интересува от рисуване и архитектура, като през 1957 г. завършва Московския архитектурен институт. Още преди това той изпраща свои стихове на Борис Пастернак, приятелството с когото оказва голямо влияние върху него.
Вознесенски публикува първите си стихотворения през 1958 г. По време на относителната либерализация на режима в Съветския съюз през 60-те той пътува често в чужбина — в Съединените щати, Франция, Германия, Италия и други. Наред с Евгений Евтушенко и Бела Ахмадулина той придобива голяма популярност и провежда четения на свои стихове пред многобройна публика в концертни зали и цели стадиони.
Андрей Вознесенски умира на 1 юни 2010 г. в Москва., 

## Вознесенски и България
Сред приятелите на Андрей Вознесенски са поетите от т. нар. Априлско поколение Владимир Башев, Любомир Левчев и Андрей Германов

### Стихосбирки
- „Мозаика“ (Мозайка) (1960)
- „Парабола“ (Парабола) (1960)
- „Треугольная груша“ (Триъгълна круша) (1962)
- „Антимиры“ (Антисветове) (1964)
- „Мой любовный дневник“ (Моят любовен дневник) (1965, Flegon)
- „Ахиллесово сердце“ (Ахилесово сърце) (1966)
- „Тень звука“ (Сянката на звука) (1970)
- „Взгляд“ (Поглед) (1972)
- „Выпусти птицу“ (Пусни птицата) (1974)
- „Дубовый лист виолончельный“ (Дъбов лист виолончелов) (1975)
- „Витражных дел мастер“ (Витражни произведения на майсторите) (1976) (Държавна награда на СССР, 1978)
- „Соблазн“ (Съблазън) (1978)
- „Избранная лирика“ (Избрана лирика) (1979)
- „Безотчётное“ (Безотчетно) (1981)
- „Иверский свет“ (Иверска[4] светлина) (1984)
- „Прорабы духа. Прозаические и поэтические произведения“ (Кандидат роби на духа. Прозаически и поетически творби) (1984)
- „Ров. Стихи и проза“ (Ров. Стихове и проза) (1987)
- „10, 9, 8, 7…“ (10, 9, 8, 7...) (1987)
- „Аксиома самоиска“ (Аксиомата на самоиздирването) (1990)
- „Россія, Poesia“ (Русия, Поезия) (1991)
- „Видеомы“ (Видеоми) (1992)
- „Гадание по книге“ (Гадания по книга) (1994)
- „Не отрекусь“ (Няма да се отрека) (1996)
- „Casino „Россия“ (Казино „Русия“) (1997)
- „На виртуальном ветру“ (Изложени на виртуален вятър) (1998)
- „Страдивари сострадания“ (Страдивариуси на състраданието) (1999)
- „Стихи. Поэмы. Переводы. Эссе“ (Стихове. Поеми. Преводи. Есета) (1999)
- „Жуткий кризис „Суперстар“ (Страшната криза „Суперзвезда“) (1999)
- „Стихотворения. Поэмы. Проза“ (Стихотворения. Поеми. Проза) (2000)
- „Девочка с пирсингом“ (Момичето с пиърсинг) (2000)
- „Лирика“ (Лирика) (2000)
- „Моя Россия“ (Моята Русия) (2001)
- „Лирика“ (2003)
- „Избранное“ (Избрано) (2003)
- „Возвратитесь в цветы!“ (Превърнете се отново в цветя!) (2004)
- „Избранное“ (Избрано) (2006)
- „Стихотворения“ (2006)
- Собрание сочинений в 3 томах. М., 1983—1984.
- Собрание сочинений в 7 томах. ВАГРИУС, М., 2000—2006.
- „СтиXXI“ (Стихове XXI) (М.: Время, 2006)
- „Тьмать“ (М.: Время, 2009)
- „Ямбы и блямбы“ (Ямби и блямби) (М.: Время, 2010)

### Поеми
- „Мастера“ (Майстори) (1959) – основата на поемата – преразказ на легендата за майсторите, построили храма Василий Блажени, и за ослепяването на майсторите от цар Иван Грозни.
- „Лонжумо“ (1963) – посветена на Ленин и на слушателите му в марксистката школа в Лонжумо.
- „Оза“ (Оза[5]) (1964) – основните теми на поемата: защитата на личността от бездушната роботизация, любовта и борбата за нея във века на великите катаклизми.
- „Авось“ (1972; рок опера „Юнона“ и „Авось“[6], поставена на сцена през 1981 г.) – построена е върху живота на руския държавник Николай Петрович Резанов.
- „Вечное мясо“ (Вечно месо) (1977) – фантастична история за мамутче, намерено в леден блок.
- „Андрей Полисадов“ (1979) – историята на прадядото на Вознесенски, архимандрит, с грузински произход.
- „Ров“ (1986) – посветена е на историята с мародерите, разкопаващи гробовете на покойниците, разстреляни край Симферопол по време на т.нар. Велика Отечествена война.
- „Россия воскресе“ (Русия възкресе) (1993).

### На български
- „Стихотворения и поеми“. Подбор и превод Владимир Башев. София: Народна култура, 1966, 134 с.
- „Във виртуалния вихър“. Превод Бойко Ламбовски. София: Хемус, 1999, ISBN 954-428-192-4